# Pohjanmaa-klassen
Pohjanmaa-klassen (Finsk: Pohjanmaa-luokan miinalaiva) er en minelæggerklasse i den finske flåde.
Pohjanmaa-klassen består kun af én enhed, og denne er flådens flagskib. Skibets isbrydningsklassifikation er ICE-1A, hvilket betyder, det kan operere hele året i et isfyldt farvand.
Under en krisesituation er Pohjanmaas primære opgave minelægning og at have rollen som kommandoskib. I fredstid fungerer skibet som træningsskib for søkadetter. En del af træningsforløbet inkluderer et årligt udenlandstogt.

## Historie
Pohjanmaa blev bygget i 1978 ved Wärtsilä skibsværftet i Helsinki. Skibet blev navngivet den 8. juni 1979 af Aili Haapkylä. Navnet stammer fra de gamle svensk-finske Pojama-galejer i 1770'erne.
Pohjanmaa fungerede første gang som skoleskib indtil 1992, da det blev overført til finske bugt flåden (nu kaldt finske bugts marinekommando). Da skibet indgik i flåden erstattede det minelæggeren Ruotsinsalmi og skoleskibet Matti Kurki. Den 10. maj 1982 overtog hun den oceangående skoleskibsrolle, som det gamle Suomen Joutsen havde haft (til trods for at Suomen Joutsen ikke har sejlet siden 1956), så reelt set fortsætter Pohjanma traditionerne fra tre forskellige skibe. Skibet undergik en større modernisering i perioden 1996-1998, hvilket inkluderede en udskiftning af 120 mm kanonen til en 57 mm antiluftskytskanon.
Det årlige træningstogt for kadetterne har tidligere rakt så langt som Belém i Brasilien.
Den 28. juni 2005 deltog Pohjanmaa i International Fleet Review som en del af jubilæet for 200-året for slaget ved Trafalgar.
I 2007 blev skibet moderniseret (ligesom Hämeenmaa-klassen), og farven blev ændret fra den klassiske finske sløringsfarve til lysegrå. Skibets anden kanon blev fjernet på grund af en kraftigt formindsket skydevinkel, da man installerede ny kran, der skulle bruges til en større og nyere RHIB.

## Skibe i klassen
| Pnt. | Navn      | Kølen lagt  | Søsat           | Indgået      | Udfaset    | Navngivet af  | Kaldesignal |
| ---- | --------- | ----------- | --------------- | ------------ | ---------- | ------------- | ----------- |
| 01   | Pohjanmaa | 4. maj 1978 | 28. august 1978 | 8. juni 1979 | I tjeneste | Aili Haapkylä | OIMD        |

## Eksterne links
- Wikimedia Commons har flere filer relateret til Pohjanmaa-klassen
- Forum Marinum: Suomen Joutsen (Webside ikke længere tilgængelig) (hentet 18/11-09) (finsk)
- Suomen merivoimat: Pohjanmaa-klassen Arkiveret 17. oktober 2009 hos  Wayback Machine (hentet 18/11-09) (finsk)